# 1570-ті до н. е.

## Події
Початок правління каситської династії у Вавилоні.

## Правителі
- Фараон XV (гіксоської) династії Апопі І;
- Цар Вавилону Агум ІІ;
- Цар Ассирії Ішме-Даган ІІ;
- Цар хеттів Хантілі І.